# Malpighia macracantha
Malpighia macracantha är en tvåhjärtbladig växtart. Malpighia macracantha ingår i släktet Malpighia och familjen Malpighiaceae.

## Underarter
Arten delas in i följande underarter:
- M. m. centralis
- M. m. macracantha